# Hasan Özer
Hasan Özer (Siirt, 1º ottobre 1974) è un allenatore di calcio ed ex calciatore turco, di ruolo attaccante.
È il fratello minore di Mustafa Özer, anch'egli calciatore.

## Palmarès

### Giocatore

#### Competizioni nazionali
- Supercoppa di Turchia: 1

Trabzonspor: 1995